# Vyšné Ladičkovce
Vyšné Ladičkovce és un poble i municipi d'Eslovàquia. Es troba a la regió de Prešov, al nord del país.

## Història
La primera referència escrita de la vila data del 1427.

## Demografia
| Godina             | 1994 | 2004   | 2014    | 2024    |
| ------------------ | ---- | ------ | ------- | ------- |
| Nombre de persones | 262  | 236    | 206     | 180     |
| Diferència         |      | −9,92% | −12,71% | −12,62% |

| Godina             | 2023 | 2024   |
| ------------------ | ---- | ------ |
| Nombre de persones | 184  | 180    |
| Diferència         |      | −2,17% |